# Болеховцы
Болехо́вцы (укр. Болехівці) — село в Дрогобычской городской общине Дрогобычского района Львовской области Украины.
Население по переписи 2001 года составляло 1602 человека. Занимает площадь 2,8 км². Почтовый индекс — 82170.